# Jacques-Charles Bordier du Bignon
Jacques-Charles Bordier du Bignon, né le 14 septembre 1774 à Paris, où il est mort le 19 octobre 1846, est un peintre français.

## Biographie
Jacques-Charles Bordier du Bignon est le fils de Nicolas Charles Bordier du Bignon (1739-1793), procureur au Châtelet, et de Marie Reine Lessor (1751-1812).
Capitaine sous le Premier Empire.
Il est élève de Jean-Baptiste Regnault aux Beaux-Arts de Paris, et obtient un 2e accessit.  
Il débute au Salon de 1810.
Il épouse Angélique Mélanie Nau (1788-1854) en 1814. Dont Guillaume Bordier du Bignon (1814-1863), architecte.
Il obtient une médaille d'or à l'un des Salons du Musée royal.
Jacques-Charles Bordier du Bignon meurt à son domicile parisien le 19 octobre 1846.

## Œuvres
- La Maladie d'Antiochus, titre de grand médailliste de l'Académie.
- Hubert Goffin, recevant la décoration de la Légion-d'Honneur, 1812, médaille d'or reçue des mains de l'impératrice Marie Louise.
- Le Combat d'Hyppolite contre le monstre, 1811.
- La Mort d'Hyppolite dans les bras de Théramène et d'Aricie, 1814, Orléans, musée des Beaux-Arts
- La Consécration de la Vierge.
- Lycurgue exilé dans l'ile de Crète, remettant le recueil des lois de Minos aux députés de Sparte, 1819.
- Bataille d'Eylau (grande esquisse).
- Christ en croix.
- Ajax.
- Le Baptême de J.-C.
- Saint Germain évêque, distribuant des aumônes.
- La Vierge et l'Enfant Jésus.
- Saint Pierre.
- L'Amour au milieu des orages, se réfugiant près de l'Espérance.
- Christophe Colomb enchainé sur son vaisseau par les compagnons de son voyage, 1833.
- La Vierge foulant aux pieds le serpent, adorée par quatre personnages figurant les 4 âges de la vie.
- La Présentation au temple.
- La Toilette de Psyché, 1840.
- Les Reproches d'Hector à Páris.
- Portrait en grand de M. Lebrun.
- Le Portrait du comte Chaptal (d'après Gros).
- Vénus sollicitant Jupiter pour son fils Achille.